# روبرت واسيج
روبرت واسيج، من مواليد 26 أغسطس 1939 في روكورت في بلجيكا، لاعب كرة قدم بلجيكي سابق، ومدرب كرة قدم بلجيكي سابق.
درب منتخب بلجيكا لكرة القدم بين عامي 1999 و2002، ودرب منتخب الجزائر لكرة القدم بين مايو 2004 وسبتمبر 2004.

## روابط خارجية
- روبرت واسيج على موقع قاعدة بيانات كرة القدم.إي يو (الإنجليزية)
- روبرت واسيج على موقع ناشيونال فوتبول تيمز (الإنجليزية)
- روبرت واسيج على موقع Soccerway.com (الإنجليزية)
- روبرت واسيج على موقع عالم كرة القدم.نت (الإنجليزية)